# María Luisa Bruschi
María Luisa Bruschi (conocida como Lisetta, nació en 1934 en Italia) fue una matemática que se formó y trabajó en Argentina. Fue una de las primeras doctoradas en la especialidad en la Universidad Nacional de La Plata. Fue docente universitaria y militante por los Derechos Humanos.

## Reseña biográfica
María Luisa llega a Argentina a los 14 años, junto sus padres, un hermano y una hermana. Su familia se radicó en la provincia de San Juan. Su padre, el Ing. Aldo Bruschi, fue fundador del Instituto de Investigaciones Antisísmicas "Ing. Aldo Bruschi" (IDIA). María Luisa comenzó sus estudios en Ingeniería, pero un profesor, el matemático portugués António Monteiro, obtuvo para ella una beca en el Instituto de Matemáticas (dependiente del Departamento de Investigaciones Científicas, DIC) de la Universidad Nacional de Cuyo, en Mendoza. Por razones políticas, el DIC fue cerrado en 1956, a continuación del golpe militar que derrocó a Perón. 
Bruschi se trasladó entonces a la Universidad de La Plata, donde se graduó como Licenciada en Matemática en 1958. Fue becada para continuar sus estudios en La Sorbonne, París. Dos años después se doctoró en Matemáticas (1965) bajo la dirección de Rodolfo Ricabarra, siendo una de las primeras mujeres en alcanzar el máximo grado académico en la especialidad en la Universidad de La Plata. 
A lo largo de su vida académica se desempeñó como docente en distintas universidades: la Universidad de La Plata, Universidad Nacional de Cuyo, la Universidad Nacional del Sur, Universidad de Buenos Aires, la Universidad Central de Venezuela, la Universidad de Chile y Instituto Balseiro.
Realizó investigaciones en análisis funcional. En el año 1956 María Luisa Bruschi publicó un trabajo junto al reconocido matemático ucrananiano Mischa Cotlar, sobre el Teorema de Convexidad de Riesz-Thorin y Marcinkiewicz.
Debido al golpe militar de 1966, comandado por general J.C. Onganía, Bruschi y su compañero, el matemático Mario Gutiérrez, se exilian en a Venezuela contratados por el departamento de Matemáticas en la Facultad de Ciencias de la Universidad Central de Venezuela.
Su desempeño allí fue relevante en la formación de los primeros licenciados en la especialidad, contribuyendo al desarrollo de la disciplina en dicho país. Se le reconoce, junto a Edith de Ricabarra, Concepción Ballester y Carmen Casas, una importante labor docente en la formación de graduados.. En Venezuela nacieron sus dos hijos, Paula y Ernesto. Debido a la convulsionada situación que se vivía en esos años en Venezuela, emigró nuevamente con su familia, esta vez para trabajar en la Universidad de Santiago de Chile. Su estaría allí se extiende hasta 1973, en que el golpista Augusto Pinochet derroca al gobierno democrático de Salvador Allende.
Bruschi se incorporó a la Universidad Nacional del Sur, en el Departamento de Matemática, a mediados del año 1973. Sin embargo a principios de 1975, durante la Dictadura Cìvico Militar argentina comenzaron las amenazas y separaciones de hecho de varios de los integrantes por, y poco después, junto a otros investigadores, Lisetta Bruschi renunció a su cargo.
Se trasladó entonces a Bariloche. Desde 1978 fue profesora del Instituto Balseiro, en San Carlos de Bariloche, Argentina. Obtuvo el cargo de Profesora Titular en 1987 y se desempeñó en el rol de coordinadora del área de Matemática. Desde su ingreso y hasta su jubilación, dictó numerosos cursos de grado y de posgrado, obteniendo siempre excelentes calificaciones de sus alumnos. Su investigación incluyó diferentes temáticas, colaborando especialmente en el Grupo de Partículas y Campos del Instituto Balseiro, aunque por los requerimientos de su cargo la actividad de Bruschi se centró en la docencia. Algunos de los materiales didácticos que generó siguen siendo empleados en clases universitarias. 
Según su colega Gerardo Aldazabal, esta situación fue un obstáculo en su desempeño como investigadora en la disciplina: "desde el punto de vista profesional, la venida a Bariloche de Lisetta significó un freno a su brillante y promisoria carrera de investigación. No existía un grupo de investigación en matemáticas y tenía una gran exigencia docente."
Tuvo también una marcada actividad en el campo de los Derechos Humanos. Fue miembro activo de la de la delegación Bariloche de la Asamblea Permanente por los Derechos Humanos desde sus comienzos en 1983. También participó de La Red por la Identidad desde su inicio, junto a las Abuelas de Plaza de Mayo.

## Homenajes
María Luisa Bruschi falleció en Bariloche en 2008. Su fallecimiento fue lamentado por distintos sectores de la comunidad que integraba.
Sus colegas del Centro Atómico Bariloche crearon una página en su homenaje, con variados testimonios y fotografías, donde la recuerdan como "una hermosa persona de extrema sensibilidad y múltiples intereses, de curiosidad intelectual insaciable, de profundas reflexiones y de acción.".
Las investigadoras Mónica de Torres Curth y Montserrat de la Cruz dedicaron “A la memoria de Lisetta” el trabajo Tomar apuntes en clase Dime cómo anotas, publicado en 2008 en la revista Desde la Patagonia difundiendo saberes - vol. 5 – n.º 7, y en los agradecimientos destacaron: ”Queremos reconocer en este trabajo a la Dra. MarÌa Luisa Bruschi, Lisetta, codirectora de la tesis que dio origen a este artículo, quien nos falta desde hace unos meses. Extrañamos su buen humor, su calidez, su generosidad y su enorme valor humano.”
La Universidad del Comahue la despidió en la Editorial del Número 6 de la misma revista: “Finalmente, lamentamos informar los recientes fallecimientos de la autora de uno de los trabajos de este número, la Dra. Susana Olabuenaga quien ha sido investigadora del Conicet y una valiosa compañera de trabajo de muchos años en la Universidad del Comahue y de la Dra. María Luisa (Lisetta) Bruschi, profesora del Instituto Balseiro, quien colaboró en esta revista y en diversas actividades de la UNC.”
El miércoles 23 de abril de 2008 se colocó en el Centro Cívico de la Ciudad de Bariloche, donde Bruschi residía, una placa conmemorativa que honra su memoria en reconocimiento por su incansable lucha por de los derechos humanos. Durante el homenaje se recordó su tarea solidaria de alfabetización, su trabajo con comunidades mapuches y su permanente defensa de las personas menos favorecidas de la región de Bariloche. También se leyó un poema que le escribiera su nieta, Keila Gutiérrez.
La agrupación de Bariloche "Red por la Identidad de los Lagos del Sur", perteneciente a la organización de Derechos Humanos Abuelas de Plaza de Mayo, expresó "su profundo dolor por el fallecimiento de la señora Lisetta Bruschi, compañera imprescindible y presente siempre que se tratara de modificar las injusticias de esta sociedad. Nos van a hacer falta su ternura, su tranquilidad y su escucha, pero la sentiremos cerca, riendo y caminando junto a nosotros, con la misma alegría con que compartimos tantísimos momentos de trabajo y militancia. Y la encontraremos en cada persona que se acerque, en cada nieto que recupere su identidad, porque cada pequeña victoria será también gracias a ella." 